# رواز زودزواشویلی
رِواز میخِیْلیس دْزه دْزُدْزوآشْویلی (گرجی: რევაზ მიხეილის ძე ძოძუაშვილი؛ زادهٔ ۱۵ آوریل ۱۹۴۵) بازیکن و مربی فوتبال گرجی‌تبار اهل اتحاد جماهیر شوروی سوسیالیستی بود.
از باشگاه‌هایی که در آن بازی کرده‌است می‌توان به باشگاه فوتبال دینامو تفلیس اشاره کرد.
وی همچنین در تیم ملی فوتبال شوروی بازی کرده‌است.
وی در مسابقات کشوری و بین‌المللی در مجموع برندهٔ ۱ مدال برنز شده‌است.